# Freiburger Fußballschule

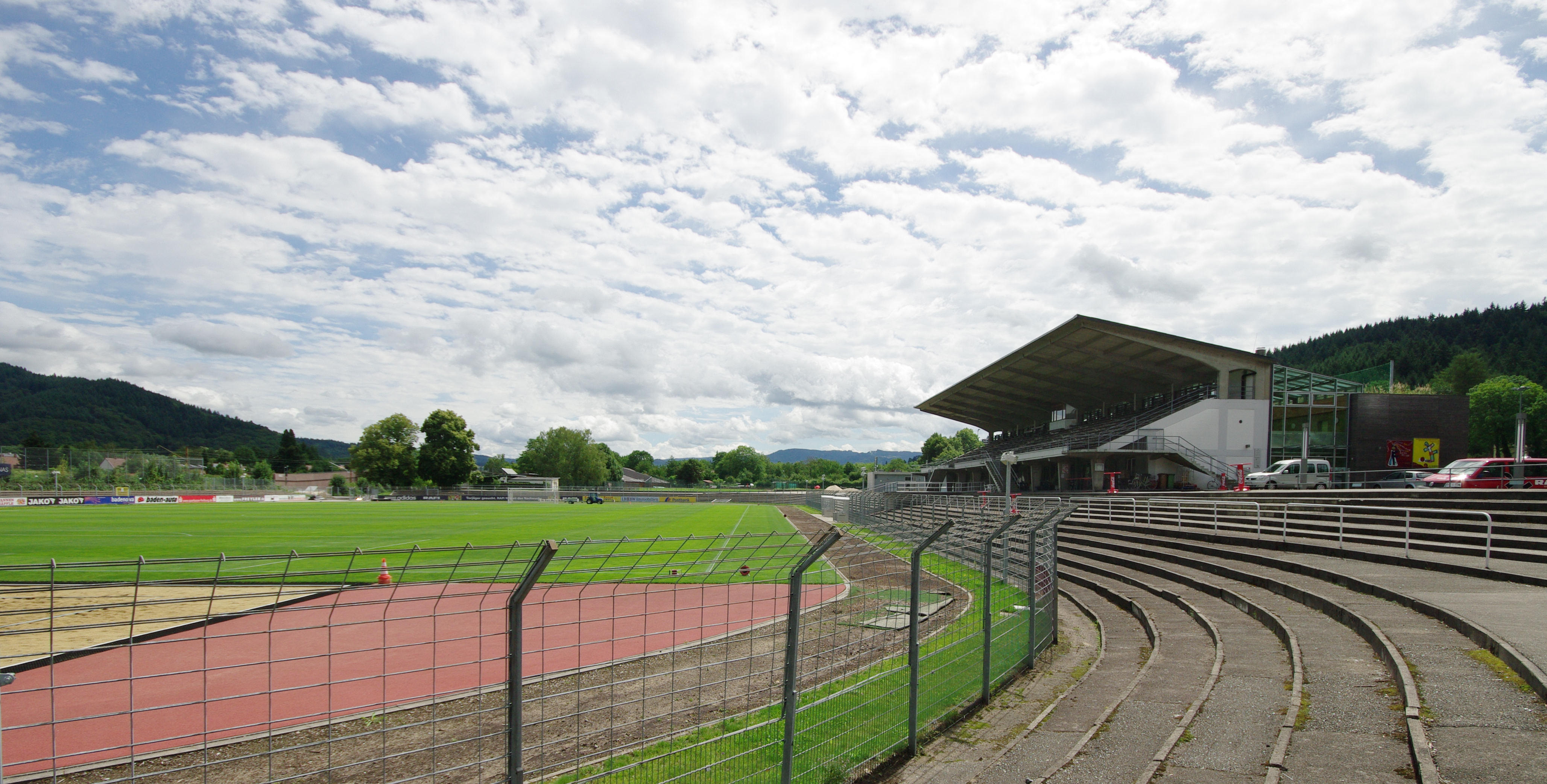
Möslestadion

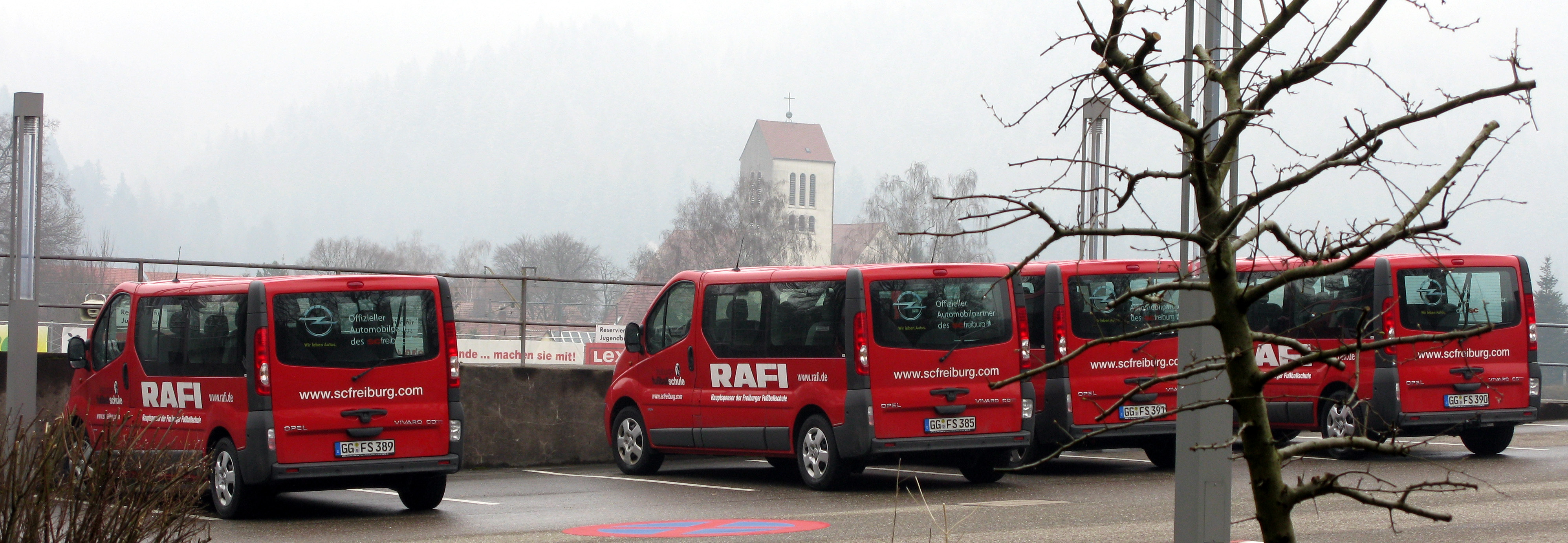
Fahrzeugpark der Fußballschule

Die Freiburger Fußballschule wurde im September 2001 vom SC Freiburg im traditionsreichen Möslestadion nahe dem Dreisamstadion in Freiburg im Breisgau eröffnet. Das Vorzeigeprojekt sorgte für viel öffentliches Aufsehen. Im Verein sieht man es als konsequenten Schritt zur Umsetzung der eigenen Philosophie. Baubeginn der Anlage um die Fußballschule war Oktober 2000.
Die Freiburger Fußballschule gilt bundesweit als vorbildlich für Jugendarbeit und Nachwuchsförderung durch einen Verein. Mehr als 20 Millionen D-Mark investierte der Verein in die Modernisierung und den Ausbau der städtischen Anlage, welche über Jahrzehnte die sportliche Heimat des Ortsrivalen Freiburger FC war. Mit einem Zuschuss von fünf Millionen D-Mark unterstützte die Stadt Freiburg das Projekt, 1,7 Millionen D-Mark erhielt der Verein aus Mitteln des Badischen Sportbundes.

## Geschichte
Vor allem auf die Initiative des ehemaligen, langjährigen SC-Freiburg-Trainers Volker Finke und mit Unterstützung von Präsident Achim Stocker wurde die Fußballschule für die Nachwuchsarbeit des Sport-Clubs gegründet. Erster Leiter der Freiburger Fußballschule war Andreas Bornemann, bis dieser im Februar 2002 Manager des SC Freiburg wurde. Von 2003 bis 2013 leitete Jochen Saier die Fußballschule. Seit 2013 wird die Schule von Andreas Steiert geführt, bis 2015 tat er dies zusammen mit Sebastian Neuf. 2016 wurde Steiert als Sportlicher Leiter Martin Schweizer zur Seite gestellt.

## Bekannte Spieler

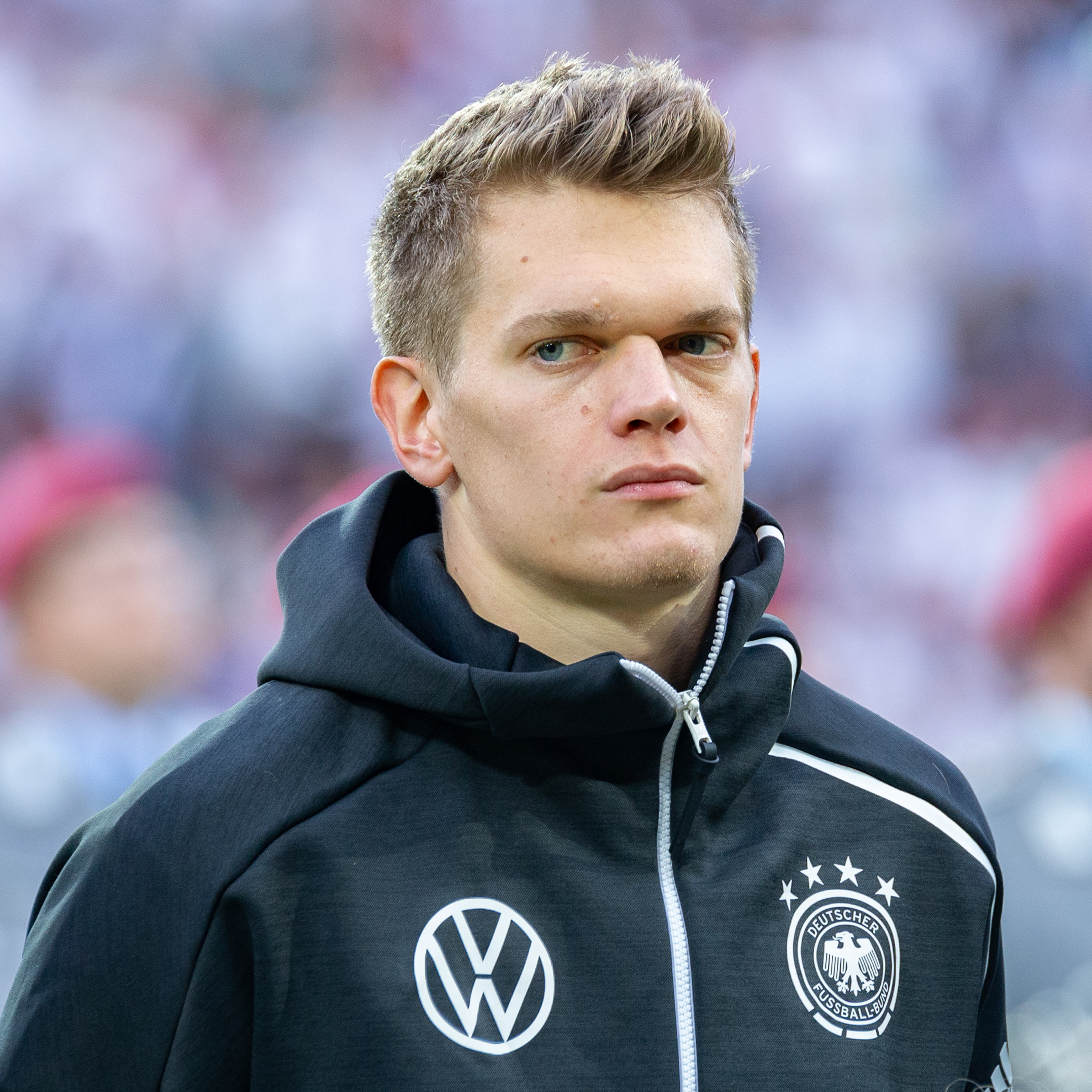
Der vom SC Freiburg ausgebildete Matthias Ginter spielte von 2012 bis 2014 und seit der Saison 2022/23 wieder in der Profimannschaft und wurde mit der deutschen Nationalmannschaft 2014 Weltmeister

Im Folgenden eine Auswahl von Spielern, die vor ihrem ersten Profieinsatz mindestens ein Jahr in der Freiburger Fußballschule aktiv waren und während ihrer Profilaufbahn mindestens 50 Spiele in einer der fünf „großen“ Ligen Bundesliga, Premier League, Primera División, Serie A und Ligue 1 absolviert haben (in der Klammer ist das Geburtsjahr des Spielers angegeben). Fettgedruckte Spieler stehen im aktuellen Profikader.
Stand: 16. Dezember 2024
- Noah Atubolu (2002)
- Dennis Aogo (1987)
- Oliver Baumann (1990)
- Daniel Caligiuri (1988)
- Johannes Flum (1987)
- Jonas Föhrenbach (1996)
- Matthias Ginter (1994)
- Christian Günter (1993)
- Heiko Herrlich (1971)
- Nicolas Höfler (1990)
- Immanuel Höhn (1991)
- Sebastian Kerk (1994)
- Yannik Keitel (2000)
- Maximilian Philipp (1994)
- Sascha Riether (1983)
- Kevin Schade (2001)
- Nico Schlotterbeck (1999)
- Keven Schlotterbeck (1997)
- Jonathan Schmid (1990)
- Daniel Schwaab (1988)
- Alexander Schwolow (1992)
- Oliver Sorg (1990)
- Ömer Toprak (1989)
- Noah Weißhaupt (2001)
- Tobias Willi (1979)
- Daniel Williams (1989)